# Меркушов, Виктор Тимофеевич
Виктор Тимофеевич Меркушов (род. 30 июля 1949) — советский государственный деятель; член Национальной комиссии, осуществляющей государственное регулирование в сфере энергетики (с января 2012); президент Всеукраинской благотворительной организации «Лига энергоэффективности Украины». Академик Украинской муниципальной академии.

## Биография
Родился 30 июля 1949 года в селе Старые Кодаки на Днепропетровщине. Окончил Днепропетровский институт инженеров железнодорожного транспорта (1968—1973), инженер путей сообщения. ВПШ при ЦК КПУ (1983—1985); Кандидат наук (2000).
- 1964—1968 — ученик Днепропетровского техникума автоматики и телемеханики.
- 1968—1973 — студент Днепропетровского института инженеров железнодорожного транспорта.
- 1973—1983 — начальник научно-исследовательского бюро, заместитель начальника колесного цеха, секретарь парткома Днепропетровского вагоноремонтного завода имени Сергея Мироновича Кирова.
- 1983—1985 — слушатель ВПШ при ЦК КПУ.
- 1985—1986 — заместитель председателя исполкома Кировского райсовета города Днепропетровска.
- 1986—1991 — второй секретарь, первый секретарь Кировского райкома КПУ города Днепропетровска.
- 1991—1992 — генеральный директор ПКФ «Мета Лтд».
- С марта 1990 года — депутат Днепропетровского горсовета, апрель 1993-июль 1994 — председатель Днепропетровского горсовета и исполкома.
- С 1994 по 1995 — Президент Ассоциации городов Украины.
- С 5 ноября 1997 по 20 июня 2001 — Председатель Государственного комитета Украины по энергосбережению.
- С августа 2001 по июль 2004, с июля 2006 по декабрь 2011 — член Национальной комиссии регулирования энергетики Украины.

## Парламентская деятельность
Народный депутат Украины 2-го созыва с 04.1994 (2-й тур), Кировский избирательный округ № 78, Днепропетровской области, выдвинут трудовым коллективом. Руководитель группы «Единство» (с 09.1997). Член Комиссии по вопросам законности и правопорядка (1994—1995), Комиссии (комитета) по вопросам экономической политики и управления народным хозяйством (с 1997). Член Постоянной парламентской делегации ВР Украины в Совете Европы.

## Награды
- Орден «За заслуги» (Украина) 3-й степени (08.1997)[2].